# Вулька-Городищенская
Ву́лька-Городи́щенская, Вулька (бел. Вулька-Гарадзішчанская) — деревня в Пинском районе Брестской области Белоруссии. В составе Городищенского сельсовета. По состоянию на 2019 года насчитывалось 194 человека.

## История
С 1667 года деревня относится к городищенскому бенедиктинскому монастырю. В конце XIX века проживало 160 человек, преимущественно шляхетского происхождения. На северо-востоке от поселения в лесу находилась каплица, в деревне — церковь (не сохранились).
До Великой Отечественной войны в Вульке Городищенской насчитывалось 202 двора и 731 житель. В июне 1943 года фашисты уничтожили 174 двора, расстреляли 275 человек.

## Достопримечательности и памятные места
- Могила жертв репрессий (приблизительно в ночь с 23 на 24 июня 1941 года в 2-3-х километрах от деревни в лесу были казнены заключённые пинской тюрьмы. 12 июля могилу вскрыли местные жители и перезахоронили погибших. 2 ноября 1991 года здесь был установлен крест
- Памятник жертвам фашизма
- Памятник археологии — поселение 4-3 тысячелетий до н. э.